# Macroom
Macroom (irsk: Maigh Chromtha) er en irsk by i County Cork i provinsen Munster, i den sydlige del af Republikken Irland med en befolkning (inkl. opland) på 3.553 indb. i 2006 (2.985 i 2002)